# Liste der Kreisstraßen im Landkreis Leer

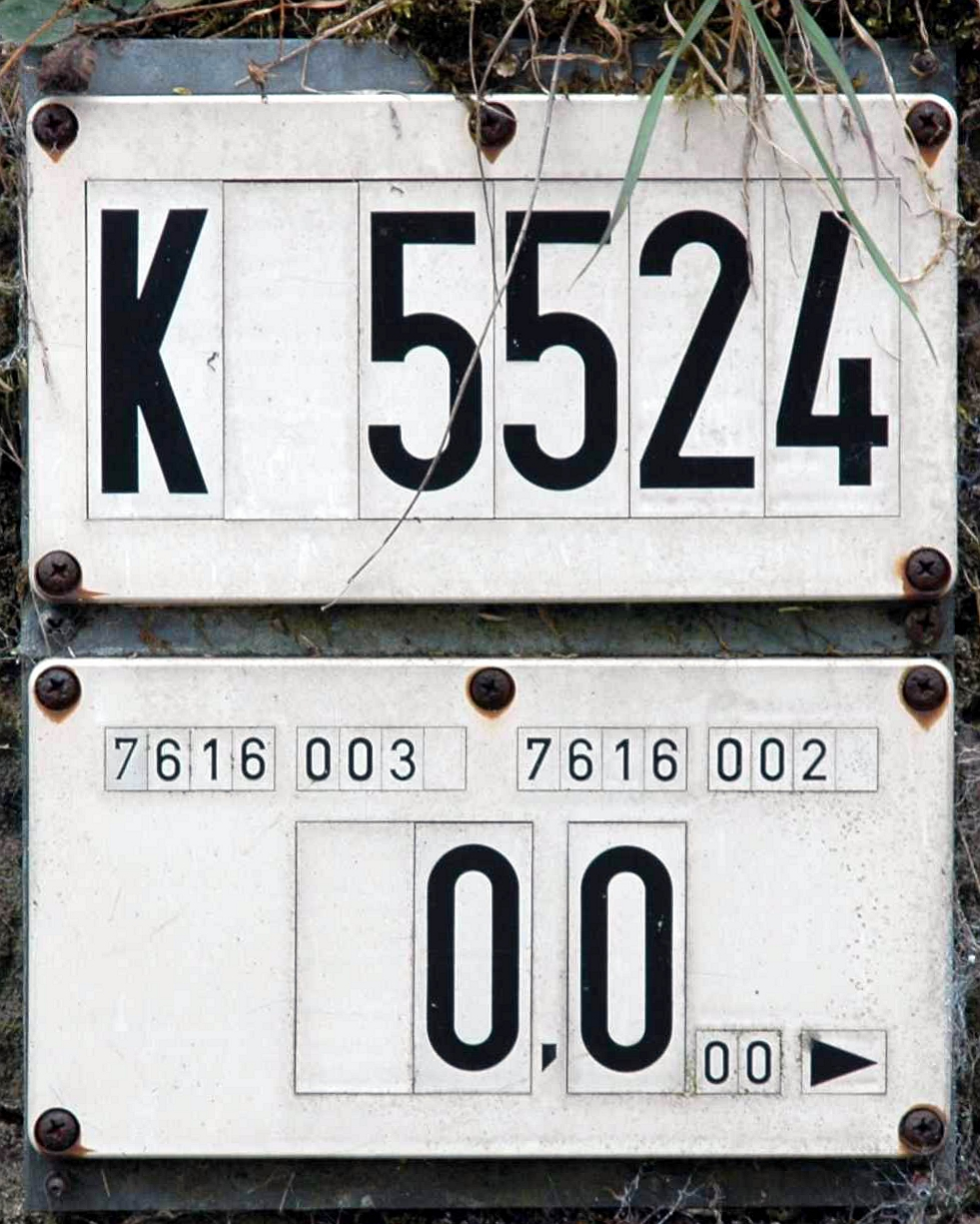
Stationszeichen

Die Liste der Kreisstraßen im Landkreis Leer führt alle Kreisstraßen im niedersächsischen Landkreis Leer auf. Auf der Insel Borkum, die ebenfalls dem Landkreis Leer angehört, gibt es keine Kreisstraßen.

## Abkürzungen
- K: Kreisstraße
- L: Landesstraße

## Liste
Nicht vorhandene bzw. nicht nachgewiesene Kreisstraßen werden in Kursivdruck gekennzeichnet, ebenso Straßen und Straßenabschnitte, die unabhängig vom Grund (Herabstufung zu einer Gemeindestraße oder Höherstufung) keine Kreisstraßen mehr sind.
Der Straßenverlauf wird in der Regel von Nord nach Süd und von West nach Ost angegeben.
| Nr.  | Verlauf |
| ---- | --- |
| K 1  | L 2 – Sautelersiel – Kleihusen – K 2 – Nüttermoorersiel – in Leer (Ostfriesland) |
| K 2  | K 1 – Nüttermoor – Eisinghausen – – K 62 |
| K 3  | L 14 in Boekzetelerfehn – K 63 – K 57 – Neuefehn – Neukamperfehn – Stiekelkamperfehn – in Hesel                                                                                                 |
| K 4  | (K 4 in Emden) – Kreisgrenze – Fähre Ditzum–Petkum – Ditzum – K 43 – K 43 in Pogum – L 15/L 16                                                                                                  |
| K 6  | (K 111 im Landkreis Aurich) – Kreisgrenze – ohne Abzweig einer klassifizierten Straße – Kreisgrenze – (K 111 im Landkreis Aurich)                                                               |
| K 7  | L 2 in Oldersum – Tergast |
| K 8  | L 14 in Warsingsfehn – K 63 – Veenhusen – K 57 – L 24 – |
| K 10 | (K 107 im Landkreis Aurich) – Kreisgrenze – Neufirrel – K 59 – Kleinoldendorf – K 45 – L 24 in Remels                                                                                           |
| K 11 | L 18 in Remels – Jübberde – K 14 – – Kreisgrenze – (K 119 im Landkreis Ammerland) |
| K 12 | L 24 in Selverde – L 18 in Klein-Remels |
| K 13 | L 24 – Lammertsfehn – Stallbrüggerfeld – L 821 in Filsum |
| K 14 | L 827 in Hollen – Bargerfehn – K 11 |
| K 15 | K 16 in Hollen – Deternerlehe – L 821 in Detern |
| K 16 | /L 821 – Ammersum – Brückenfehn – K 15 – L 18/L 827 in Hollen |
| K 17 | in Holtland – K 66 – L 821 in Nortmoor |
| K 18 | in Leer (Ostfriesland) – Wiltshausen – Jümme – Pünte – Amdorf – Neuburg – L 21 |
| K 20 | – Nettelburg – Backemoor – K 21 – Schatteburg – in Collinghorst |
| K 21 | – Breinermoor – K 20 in Backemoor |
| K 22 | – Heerenburg – Esklum – Kloster Muhde – Driever – Weekeborg – K 23 – Dorenborg – Coldemüntje – Hilkenborg – Mitling-Mark – Mitling – K 50 – Völlen – Kreisgrenze – (K 105 im Landkreis Emsland) |
| K 23 | K 22 – Lütjegaste – Ihrhove (– Abzweig zur ) – K 24 – |
| K 24 | K 23 in Ihrhove – Ihren – K 64 – Ihrenerfeld – K 49 – Großwolderfeld – Flachsmeer – K 60 – Steenfelderfeld – K 50 – Völlenerkönigsfehn – Kreisgrenze – (K 107 im Landkreis Emsland)             |
| K 25 | (K 144 im Landkreis Emsland) – Kreisgrenze – K 53 – Burlage – L 30 |
| K 27 | /L 17 – Stapelmoorerheide – K 32 – Stapelmoor – L 31 – Vellage – Kreisgrenze – (K 158 im Landkreis Emsland)                                                                                     |
| K 28 | in Kirchborgum – Middelstenborgum – Ferstenborgum – |
| K 29 | K 32 in Stapelmoor – Abzweig der K 30 – L 31 in Weener |
| K 30 | L 31 in Weener (– Abzweig zur K 29) – L 31 in Stapelmoor |
| K 31 | K 32 in Stapelmoorerheide – L 31 in Stapelmoor |
| K 32 | L 17 in Weener – K 29 – Oedenfeld – K 52 – Stapelmoorerheide – K 31 – L 27 – K 44 – L 31 |
| K 33 | K 39 – – Industriegebiet Bunde-West – K 34 – Bunde – L 17 |
| K 34 | K 33 – Bunderneuland |
| K 35 | K 36 – St. Georgiwold – Weenermoor – /L 17 in Weener |
| K 36 | L 16 in Bunderhee – K 35 – K 37 – Holtgaste – L 15 in Soltborg |
| K 37 | K 38 – Böhmerwold – K 36 |
| K 38 | L 16 in Bunderhammrich – K 37 – L 15 in Jemgum |
| K 39 | L 16 in Ditzumerverlaat – Landschaftspolder – K 40 – Charlottenpolder – K 33 |
| K 40 | L 16 in Ditzumerverlaat – Heinitzpolder – K 39 |
| K 42 | K 43 in Pogum – Dyksterhusen – L 16 |
| K 43 | K 42 in Pogum – K 4 in Ditzum |
| K 44 | K 32 in Stapelmoorerheide – Kreisgrenze – (K 102 im Landkreis Emsland) |
| K 45 | L 24 – Schwerinsdorf – K 10 in Kleinoldendorf |
| K 46 | K 69 – Stapel – K 68 – Bühren – L 24 |
| K 47 | L 21 – Holterfehn – K 48 – Idafehn-Nord – K 73 – Kreisgrenze – (K 145 im Landkreis Cloppenburg)                                                                                                 |
| K 48 | K 73 in Potshausen – Holterfehn – K 47 – in Ostrhauderfehn |
| K 49 | in Großwolde – Hustede – Collhusen – Großwolderfeld – K 24 – Rajen – K 53 – in Westrhauderfehn                                                                                                  |
| K 50 | K 56 in Völlenerfehn – K 24 in Völlenerkönigsfehn |
| K 51 | L 17 in Wymeer – Kreisgrenze – (K 142 im Landkreis Emsland) |
| K 52 | L 17 in Boen – K 32 in Oedenfeld |
| K 53 | in Collinghorst – Rajen – K 49 – Klostermoor – K 65 – K 25 |
| K 56 | K 22 in Völlen – Völlenerfehn – K 50 – |
| K 57 | K 3 in Jheringsfehn – K 62 – Veenhusen – L 24 – K 8 |
| K 58 | L 30 in Langholt – Kreisgrenze – (K 316 im Landkreis Cloppenburg) |
| K 59 | L 24 in Hesel – Firrel – K 72 – K 10 – Neufirrel – Neudorf – L 12 – L 18 in Ockenhausen |
| K 60 | in Steenfelde – K 24 in Flachsmeer |
| K 61 | L 821 in Detern – Barge – Kreisgrenze – (K 351 im Landkreis Cloppenburg) |
| K 62 | K 57 in Jheringsfehn – L 24 – K 2 – in Logabirum |
| K 63 | K 8 in Warsingsfehn – K 3 in Boekzetelerfehn |
| K 64 | K 24 in Ihren – Glansdorf – in Collinghorst |
| K 66 | K 17 in Holtland – Siebestock – Hasselt – K 66 – L 24 |
| K 67 | L 24 – K 66 in Hasselt |
| K 68 | K 46 in Stapel – Meinersfehn – L 24 |
| K 69 | L 18 in Oltmannsfehn – K 46 |
| K 70 | Ayenwolde – Hatshausen – K 71 – L 14 in Boekzetelerfehn |
| K 71 | K 70 in Hatshausen – L 14 |
| K 72 | (K 133 im Landkreis Aurich) – Kreisgrenze – K 59 in Firrel |
| K 73 | L 21 in Potshausen – K 48 – Rinzeldorf – Idafehn-Nord – K 47 – Idafehn – – Kreisgrenze – (K 305 im Landkreis Cloppenburg)                                                                       |